# De este y otros mundos
La obra titulada “Of this and other worlds”, es una colección de ensayos escritos por C.S. Lewis que editó su secretario Walter Hooper. En la mayoría de esos trabajos, el autor expresa que los mundos imaginarios son el lugar donde se deben tratar los asuntos esenciales de la vida humana.
C. S. Lewis reflexiona sobre los diversos géneros de la literatura fantástica -del cuento de hadas a la ciencia ficción- enfrentándose a puristas y moralistas y destacando, entre sus alicientes, los múltiples recursos del «juego del intelecto» a la par que la oportunidad de descubrir, como en «ciertos sueños extraños», «sensaciones que nunca hemos experimentado y que amplían nuestra concepción de lo posible». Siempre inspirado y heterodoxo, «De este y otros mundos» constituye un brillante legado sobre cómo y de dónde surge la literatura
A lo largo del prefacio, en el cual se desarrolla un comentario biográfico acerca de C.S Lewis, Walter Hopper analiza algunos de los libros del autor y su predilección por el género fantástico. De este modo se abre una recopilación de reseñas, ensayos y artículos en los que Lewis reflexionó acerca de un género considerado menor y del que existían escasos estudios.
Además de reflexiones a propósito de su propia obra, Lewis se ocupa en estos textos de autores como Charles Williams, E. R. Edison y Tolkien. A partir del estudio de sus producciones, el autor explora aspectos como el vínculo lector-obra, la importancia de la relectura y la recepción de lo fantástico. Por último, registra "Territorios irreales", conversaciones entre Lewis, K. Amiss y B. Aldiss acerca del género de la ciencia ficción.